# John Francis O’Hara
John Francis O’Hara C.S.C. (ur. 1 maja 1888 w Ann Arbor, zm. 28 sierpnia 1960 w Filadelfii) – amerykański duchowny katolicki, arcybiskup Filadelfii i kardynał.

## Życiorys
Miał siedmioro rodzeństwa. Ukończył uniwersytety Notre Dame w South Bend i w Waszyngtonie, a następnie wstąpił do Kongregacji Świętego Krzyża. Profesja miała miejsce 14 września 1914. Święcenia kapłańskie otrzymał dwa lata później w Indianapolis z rąk biskupa pomocniczego Josepha Chartranda. Rozpoczął pracę na swej alma mater Notre Dame. W latach (1934–1939) pełnił funkcję rektora tej uczelni.
11 grudnia 1939 został biskupem polowym armii amerykańskiej. Sakry udzielił mu kardynał Francis Spellman, a współkonsekratorem był przyszły kardynał Joseph Ritter. W latach 1945–1951 był ordynariuszem Buffalo. 28 listopada 1951 mianowany arcybiskupem Filadelfii. Kapelusz kardynalski z tytułem prezbitera Ss. Andrea e Gregorio al Monte Celio otrzymał z rąk Jana XXIII w grudniu 1958. Zmarł po przeprowadzonym zabiegu w 1960. Pochowany w kościele w Notre Dame.